# Los Muestros
Los Muestros è una pubblicazione ebraica sefardita europea diretta da Moise Rahmani.
È scritta principalmente in giudeo-spagnolo, francese e inglese, ma spesso sono utilizzate anche altre lingue, compreso l'italiano.